# Unisme
L'unisme est une théorie artistique élaborée par le peintre polonais Wladyslaw Strzeminski. Celui-ci explique cette théorie dans son livre Unizm w malarstwie (Unisme dans la peinture), publié à Varsovie en 1925.
Strzeminski écrit dans ce livre : 
«  l’art comme création de l’unité de formes dont l’organicité est parallèle à celle de la nature ; parmi les lois fondamentales de la formation des œuvres picturales, il souligne l’importance de la planéité découlant de la toile plane sur le châssis.  »

## Théorie
L'unisme veut éliminer toute valeur non plastique de l'œuvre. Celle-ci ne doit être ni évocative, ni émotive, ni symbolique. L'œuvre doit atteindre une certaine "pureté". Les couleurs et les lignes doivent créer une unité organique. Chaque surface de la toile possède la même valeur. La peinture, œuvre plane doit être autonome, c'est un objet refermé sur lui-même. L'œuvre d'art possède une auto-suffisance plastique, elle n'a pas besoin d'une justification pour être efficace et fonctionner.
Au départ, l'unisme est une théorie qui ne s'applique qu'à la peinture, mais à partir de 1931, Strzeminski a étendu cette théorie à la sculpture, l'architecture et la typographie.
L'unisme a eu une grande importance dans le constructivisme polonais.

## Artistes
Quelques artistes ont utilisé la théorie de l'unisme : 
- Władysław Strzemiński
- Katarzyna Kobro
- Julian Lewin
- Samuel Szczekacz
- Stefan Wegner